# Reklama behawioralna
Reklama behawioralna – reklama, której zasada działania jest podobna do reklamy kontekstowej, jednak głównym kryterium doboru reklamy nie jest treść przeglądanej strony internetowej, ale preferencje internauty. Określa się je na przykład dzięki historii odwiedzanych stron WWW, czy rodzajowi zakupów, jakich dokonuje się w sieci. Dane służące do utworzenia reklamy behawioralnej mają charakter długookresowy i uwzględniają różne aspekty postępowania internauty.
Reklama behawioralna często bazuje w znacznej mierze na zebranych na danym komputerze plikach cookies.